# Potentilla tugitakensis
Potentilla tugitakensis là loài thực vật có hoa trong họ Hoa hồng. Loài này được Masam. miêu tả khoa học đầu tiên năm 1932.